# Anomala virens
Anomala virens es una especie de escarabajo del género Anomala, familia Scarabaeidae. Fue descrita científicamente por Lin en 1996.
Esta especie se encuentra en el continente asiático. 